# 1-aminopropan-2-ol
1-Aminopropan-2-ol (nazývaný také isopropanolamin) je organická sloučenina patřící mezi aminoalkoholy. Označení isopropanolamin se někdy používá i pro jeho homology diisopropanolamin a triisopropanolamin.

## Příprava
1-Aminopropan-2-ol lze připravit reakcí vodného roztoku amoniaku s propylenoxidem.

## Použití
1-Aminopropan-2-ol a jeho deriváty mají řadu využití v situacích, kdy je potřeba získat zásadité prostředí nebo stálé pH. Tyto látky dobře rozpouští oleje a tuky a díky tomu se používají k neutralizaci mastných kyselin a detergentů založených na sulfonových kyselinách.
1-Aminopropan-2-ol též bývá součástí kosmetických přípravků, rovněž se používá na výrobu oxidu titaničitého a polyuretanů. Také je meziproduktem při výrobě mnoha léčiv; jeho molekula je stavebním prvkem molekuly opioidu metadonu.
Od 1-aminopropan-2-olu je mimo jiné odvozen dimethylaminoisopropanol, který je z něj možné získat Eschweilerovou-Clarkeovou methylací pomocí kyseliny mravenčí a formaldehydu.[zdroj?]